# Électroglottographe

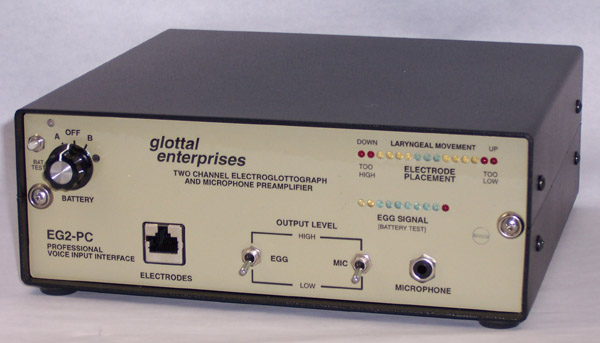
Électroglottographe, modèle Glottal Enterprises EG2-PCX.

L'électroglottographe, ou EGG (également appelé laryngographe), est un appareil inventé par Philippe Fabre, qui permet une estimation du degré de contact entre les plis vocaux lors de la production de la voix. Pour obtenir une estimation de l'aire de contact entre plis vocaux, des électrodes sont appliquées sur la surface du cou de part et d'autre du larynx, afin que l'électroglottographe enregistre les variations de l'impédance électrique transversale du larynx et des tissus voisins au moyen d'un courant électrique de haute fréquence et de très basse intensité. 
Étant donné que la variation en pourcentage de l'impédance du cou causée par le contact des cordes vocales peut être extrêmement faible et varie considérablement d'une personne à une autre, aucune mesure absolue de la zone de contact n'est obtenue, uniquement des indications concernant la fluctuation de l'aire de contact pour un sujet donné.
Les signaux de l'électroglottographe ont été utilisés dans la synchronisation du stroboscope, le suivi de la fréquence fondamentale de la voix, le suivi des mouvements d'abduction des cordes vocales et l'étude de la voix chantée.
Le wavegramme électroglottographique constitue une technique d'affichage et d'analyse des signaux EGG. Cette technique se veut un moyen intuitif de visualiser les phénomènes de contact des cordes vocales et leur variation dans le temps.